# エヴェレット・ロス
エヴェレット・ケネス・ロス (Everett Kenneth Ross) はマーベル・コミックス社のコミックブックに登場する架空の人物である。マーベル社のシェアード・ワールドであるマーベル・ユニバースに存在し、主にスーパーヒーローのブラックパンサーの協力者として活動する。

## 刊行履歴
クリストファー・プリーストとケニー・マーティネスによって創造され、『カイ・ザー』第3シリーズ第17号で初登場した。その後『ブラックパンサー』第3シリーズで主要キャラクターに抜擢され、1-32, 34-35, 38-49, 57-58, 62の各号に登場した。同誌第4シリーズでは 1-2, 4-6, 16, 19, 21-24, 26, 37の各号に、第5シリーズでは第7号に登場した。『ブラックパンサー』以外では『アンキャニィX-MEN』第1シリーズ第387号にゲスト出演した。
作者クリストファー・プリーストによると、ロスの人物像はテレビドラマ『フレンズ』の登場人物チャンドラー・ビングを下敷きにしており、名前は『ファミリータイズ』の登場人物アレックス・P・キートンからインスパイアされたという。
プリーストは『ブラックパンサー』の執筆を始めるにあたり、『カイ・ザー』で作ったロスを代理読者 (audience surrogate) として使うことを決めた。「この時までに、マーベル社にとってブラックパンサーは、いつも売れ筋ヒーローにいいところを持って行かれる、その他大勢の一人でしかなくなっていた。ロスもそういう目でパンサーを見る」プリーストはその意図を以下のように説明した。「コミックスは昔から白人男性が作って白人男性が読むものだった。そこで考えた。これには確信があるんだ。『ブラックパンサー』を成功させるには、白人男性のメインキャラクターが必要だった。主人公やストーリーに対する読者の不信とか、先入観とか、偏見とかを代弁する白人男性だ。ロスはポリコレなキャラクターであってはいけない。レイシストの一歩手前くらいじゃないと」プリーストはロスが本当のレイシストではないと念を押し、以下のように続けた。「ロスの意識の流れをそのまま書くことで、周りに黒人がいないときに（私の想像だけど）普通の白人が口に出したり心で思ったりしていること、つまり黒人の文化や行動に対する通念を表現しようとしたんだ。それに私は、ブラックパンサーの書き方にパラダイム・シフトを起こすつもりだった。やられ役ばっかりでソーやアイアンマンにスポットライトを奪われていた退屈で平凡なキャラクターが、突然メフィストをワンパンチでKOするんだ。誰かが読者と一緒に驚いて見せないと」

## 作中の経歴
米国国務省の職員エヴェレット・ロスは、アメリカを訪れた海外の使節に随行するのが職務であった。スーパーヒーローのブラックパンサーであり、ワカンダの君主でもあるティチャラ (T'Challa) の護衛を命じられたとき、ロスの世界は一変した。
ロスはティチャラの傍らでワカンダの統治を脅かす数多くの敵と直面し、何度もティチャラの力になった。恩義を感じたティチャラもたびたび危険を冒してロスを助けた。二人が協力して対処に当たった最初の脅威は、独立諜報組織「Xcon」の支援を受けたアチェベ師による政府転覆の陰謀であった。
ロスはワカンダ情勢の専門家として政府高官や国家安全保障局のアドバイザーを務めた。ワカンダ問題に関するホワイトハウス内の会議にも出席している。
その後、ブラックパンサーの妹シュリが最初のアメリカ親善訪問を行った際にリエゾンを務めた。暗殺者が護衛を襲撃するとシュリはロスの命を守った。
後に、S.H.I.E.L.D.長官マリア・ヒルの裁判において世界安全保障局から訴追者に任じられた。

## 別バージョンのロス
『ブラックパンサー』のストーリー「過去と未来の王 (The Once and Future King)」で描かれた未来世界では、ティチャラの息子ティチャーラ (T'Charra) がヴィラン集団とともに老齢のロスを誘拐する。ティチャーラは王位簒奪を目論み、ロスを餌に用いてティチャラをおびき寄せて殺そうとする。ティチャラはロスを救うが、直後に心臓発作に襲われる。ロスは蘇生を試みながら叫び続ける。「陛下――どうぞご無事で――ちくしょう、ティチャラ――二人で何でも乗り越えてきたじゃないか！！」。
『X-メン・フォーエバー』誌のストーリー「ライジング・ストーム！ (Rising Storm!)」ではアース161と呼ばれる異世界が舞台となり、その世界のロスが登場する。X-MENのストームがコンソーシアムと呼ばれる犯罪組織に所属する殺人犯だったことが暴かれる。ストームはワカンダに亡命し、ロスは衝撃を受ける。ロスはアメリカ大統領の代理として国連会議に出席し、ストームに掌握されたワカンダの脅威を訴える。またジェノーシャ首脳とS.H.I.E.L.D.上層部の会合にも同席する。

## MCU版
マーベル・シネマティック・ユニバース（MCU）では、マーティン・フリーマンが演じる。日本語吹替は森川智之が担当。

### キャラクター像
“対テロ共同対策本部”の副司令官を兼務するCIAエージェント。『シビル・ウォー/キャプテン・アメリカ』ではシャロン・カーターの上司として、『ブラックパンサー』では一捜査官として登場する。
元アメリカ空軍パイロットであり、そこから現在の役職についた経歴を持つ。物事に懐疑的かつ、犯罪者と見なした人物に対して有無を言わせずに連行したり、権力を傘に着て威張りちらし嫌味を吐くなどいけ好かない第一印象もあるが、国際治安と世界中の人々を守ろうとする想いは確かで、有事の際には現場を引き締める高官として職務に務めると共に、例え任務や自身とは何の関わりもない事態に対してもその解決の為に尽力するなど、公的機関のエージェントに相応しい正義感を持っている。また左手薬指に指輪をはめている。

### 能力
周囲の部下たちに対する指揮能力や、取引相手との交渉力、パイロット時代に培った航空機操縦の腕前まで、複数の技能を併せ持っている。

### 各作品での活躍
『シビル・ウォー/キャプテン・アメリカ』
本作でMCU初登場。国際連合ウィーン事務局で発生した爆破テロ事件の容疑者となったバッキー・バーンズ/ウィンター・ソルジャーに対する捕獲作戦指揮を執り、“ソコヴィア協定”に調印せずに捜査妨害を行ったスティーブ・ロジャース/キャプテン・アメリカとサム・ウィルソン/ファルコンをバッキーと共に共同対策本部へ連行させ、彼らの装備一式を押収。だがバッキーを心理鑑定させようとするも、精神科医になりすまして現れた爆破テロの実行犯であるヘルムート・ジモの策略に振り回されてしまう。
ティ・チャラ/ブラックパンサーがシベリアでジモを捕縛すると、ジモの収監の指揮を執った。
『ブラックパンサー』
本作ではウィーンでの一件とジモの逮捕に際して、ティ・チャラの介入を秘匿して彼に貸しを作っていたことが明かされ、物語の中でティ・チャラや彼の周りの“ワカンダ”の人々と繋がりを持っていく。同時に、エムバク率いる“ジャバリ族”に慄くなど、やや滑稽な姿も見せる。
“ヴィブラニウム”の囮取引を結んでユリシーズ・クロウを誘き出すべく釜山に赴いたところで図らずもティ・チャラと再会を果たすことになり、彼とはクロウの身柄確保を巡って揉めかけるも、取引が始まると戦闘に巻き込まれ、ブラックパンサーの秘密を漏らさないことを交換条件にCIAの施設へクロウを拘留・尋問する。
クロウから聞き出した話からティ・チャラがワカンダについて何かを隠していると疑うこともあったものの、クロウを脱走させようとしたウンジャダカ/エリック・キルモンガーの銃撃からナキアを庇って脊髄を負傷。ティ・チャラの厚意で治療のためにワカンダへ赴くことになった。シュリのラボで治療を受け回復しワガンダとヴィブラニウムの真の姿を知ることとなるが、直後にティ・チャラが儀式でウンジャダカに敗北して消息不明となったことで、ナキアやシュリ、ラモンダたちと行動を共にし、復活したティ・チャラに協力してワカンダと世界の命運をかけた戦いに身を投じることを決意する。ウンジャダカとの戦いでは、シュリのラボから“ロイヤル・タロン・ファイター”の遠隔操縦を任される。米軍機風のコクピットを当てがわれ、元空軍パイロットの経験を活かし、ウンジャダカらが飛ばした武器の輸送機の撃墜に成功した。
物語のラストでは、国連事務局の傍聴席に腰をかけ、ティ・チャラのワカンダ開国宣言のスピーチに耳を傾けてほくそ笑む。
『ブラックパンサー/ワカンダ・フォーエバー』

## その他のメディア

### テレビ
- 2010年のアニメシリーズ『ブラックパンサー』では、デイヴィッド・ブッシュがロスの声を演じた。